# Olga Fröbe-Kapteyn
Olga Fröbe-Kapteyn (* 18. Oktober 1881 in London; † 1962 in Ascona) war eine niederländische Künstlerin, Theosophin und Begründerin der Eranos-Gesellschaft, die die meiste Zeit ihres Lebens in der Schweiz verbrachte.

## Biografie
Olga Fröbe-Kapteyn wurde als ältestes Kind niederländischer Eltern in London geboren und wuchs dort in wohlhabenden Verhältnissen auf. Ihr Vater Albertus Kapteyn (1848–1917) war Ingenieur und Erfinder, ihre Mutter Truus Muysken (1855–1920) Frauen- und Lebensreformerin. Ende des 19. Jahrhunderts zogen die Kapteyns nach Zürich, wo Olga die Kunstgewerbeschule besuchte. 1909 heiratete sie den österreichischen Dirigenten und Musiker Iwan Fröbe (1880–1915), der slowenischer Abstammung war. Er war ab 1908 als Flötist beim Tonhalle-Orchester in Zürich tätig, doch seine Dirigenten-Laufbahn führte das Paar später nach Braunschweig, München und 1910 nach Berlin. Mit dem Ausbruch des Ersten Weltkrieges zog die Familie wieder zurück nach Zürich, wo Olga Fröbe einen literarischen Salon unterhielt. Mit ihrem Mann hatte sie Zwillings-Töchter. Iwan Fröbe starb sechs Jahre nach der Hochzeit bei einem Flugzeugunglück. Sie war eine eigenwillige, an sportlichen Herausforderungen interessierte Frau; so soll sie als eine der ersten Frauen den Mont Blanc bestiegen haben.
1919 erwarb sie nach einem Kuraufenthalt auf dem Monte Verità aus dem Besitz des Augenarztes Hoffmann das Grundstück Moscia (heute zu Ascona gehörig) mit der Casa Gabriella; dies mit Hilfe des väterlichen Erbes. Sie gilt als Begründerin der Eranos-Tagungen. Deren Idee «ein Zusammentreffen von West und Ost durch Begegnungen auf hohem Niveau» zugrunde lag. Die Idee zu diesen Tagungen, die heute noch stattfinden, hatte Olga Fröbe-Kapteyn schon 1927. Doch sollte erst 1933 die erste Tagung stattfinden. Olga Fröbe-Kapteyn wirkte auch als langjährige Herausgeberin der Eranos-Jahrbücher.
Sie war mit dem deutschen Schriftsteller Ludwig Derleth befreundet, wovon auch ein langjähriger Briefwechsel Zeugnis ablegt. Der Briefwechsel begann 1920 und dauerte bis zu Derleths Tod, also während über 25 Jahren. Sie stand dem Zirkel von Annie Besant nahe.

## Ausstellungen (Auswahl)
Posthum
- 2023 Olga Fröbe-Kapteyn – Tiefes Wissen, Kunsthalle Mainz[9]
- 2024 Olga Fröbe-Kapteyn: Artista – Ricercatrice, Museum Casa Rusca, Locarno.(Katalog)[10]